# Leptolalax kajangensis
Leptolalax kajangensis es una especie de anfibios de la familia Megophryidae.

## Distribución geográfica
Es endémica de la isla Tioman (Malasia) frente a la costa este de la península occidental de Malasia. Su única presencia conocida se limita a una cueva de la isla. Se encuentra amenazada por la pérdida de su hábitat natural.